# Christophe Barratier
Christophe Barratier   (París, 17 de juny de 1963) és un productor de cinema i guionista francès.

## Biografia
Essent guitarrista abans de cineasta, Christophe Barratier tingué una formació musical clàssica, amb llicència de l'École normale de musique de Paris i que arribà a participar en diversos concursos internacionals. El 1991 entrà en la societat de producció del seu oncle Jacques Perrin: Galatée Films. Hi aprengué l'ofici de productor i acompanyà les direccions de Microcosmos: Le Peuple de l'herbe (1995), Himalaya: L'Enfance d'un chef (1999) i Le Peuple migrateur (2001).
El 2011 passà a la producció amb el curtmetratge Les Tombales, amb Lambert Wilson i Carole Weiss. Adaptat de la novel·la de Guy de Maupassant, i amb música de Bruno Coulais, fou seleccionat per al Festival Internacional de Curtmetratges de Clermont-Ferrand. El seu primer llargmetratge li arribà el 2004: Les Choristes, una adaptació de la pel·lícula de Jean Dréville, La Cage aux rossignols (1945).

## Filmografia
- 2004: Les Choristes
- 2008: Faubourg 36
- 2011: La Nouvelle Guerre des boutons

## Premis i nominacions

### Nominacions
- 2005: Oscar a la millor cançó original per Les Choristes amb "Look To Your Path (Vois Sur Ton Chemin)"
- 2005: BAFTA a la millor pel·lícula de parla no anglesa per Les Choristes
- 2005: BAFTA al millor guió adaptat per Les Choristes
- 2005: César a la millor pel·lícula per Les Choristes
- 2005: César al millor director per Les Choristes
- 2006: Goya a la millor pel·lícula europea per Les Choristes